# Tung Thanh Tran
Tung Thanh Tran is een Amerikaans acteur, bekend van zijn rol als Tuan in de film Good Morning, Vietnam..

## Filmografie
- Nationale Bibliotheek van Tsjechië: xx0180978
- Virtual International Authority File: 190149066617565602151